# 小七孔河
小七孔河，位于中华人民共和国贵州省南部，是打狗河右岸支流，发源于独山县甲里镇拉干麻磨，向东南明伏相间流经独山县尧棒、董岭、下寨进入荔波县，经驾欧、翁龙，至小七孔桥古石桥汇入打狗河。落差574米，河长65千米，其中伏流9段总长25千米。流域面积415平方千米。该河在独山县境内河长51千米，是独山县最大的地下河网。下游经过荔波县的小七孔景区，是世界自然遗产中国南方喀斯特的一部分。